# Xi
Cette page contient des caractères spéciaux ou non latins. S’ils s’affichent mal (▯, ?, etc.), consultez la page d’aide Unicode.
Ne doit pas être confondu avec ≡, ☰ ou 三.
Pour les articles homonymes, voir Xi (homonymie).
Xi (capitale Ξ, minuscule ξ ; en grec ξι) est la quatorzième lettre de l'alphabet grec, précédée par nu et suivie par omicron. Dérivée de la lettre samech  de l'alphabet phénicien, une variante graphique de cette lettre est l'ancêtre de la lettre X de l'alphabet latin, et est aussi l’ancêtre de la lettre copte eksi Ⲝ, de la lettre cyrillique ksi Ѯ ou de la lettre latine xi.

## Usage
En grec moderne, la lettre xi représente une double consonne, ks : une consonne occlusive vélaire sourde, k, suivie d'une consonne fricative alvéolaire sourde, s, ainsi qu'une double consonne, gz : une consonne occlusive vélaire voisée, g, suivie d'une consonne fricative alvéolaire voisée, z.
Dans le système de numération grecque, xi vaut 60 ; par exemple ‹ ξʹ › représente le nombre 60.

## Histoire

### Origine
La lettre xi tire son origine de la lettre correspondante de l'alphabet phénicien, . Celle-ci provient peut-être de l'alphabet protosinaïtique, une écriture utilisée dans le Sinaï il y a plus de 3 500 ans, elle-même probablement dérivée de certains hiéroglyphes égyptiens. L'alphabet phénicien atteint une forme plus ou moins standard vers le XIe siècle av. J.-C. Sa 15e lettre est une consonne (l'alphabet phénicien est un abjad qui ne note pas les voyelles) correspondant probablement au son [s].
La lettre correspondante de l'alphabet sudarabique est , s, correspondant à la lettre ሰ, sä, de l'alphasyllabaire guèze. Dans les alphabets sémitiques, la lettre phénicienne conduit au syriaque ܣ, à l'hébreu ס, à l'araméen 𐡎, à l'arabe ﺱ et au berbère ⵙ.
Le pilier Djed R11 est l'hiéroglyphe probable qui a inspiré les cananéens pour la lettre dont dérive xi.[réf. nécessaire]
| Dd |

### Alphabets archaïques

Distribution des types d'alphabets « vert », « rouge » et « bleu », selon Adolf Kirchhoff (1867).

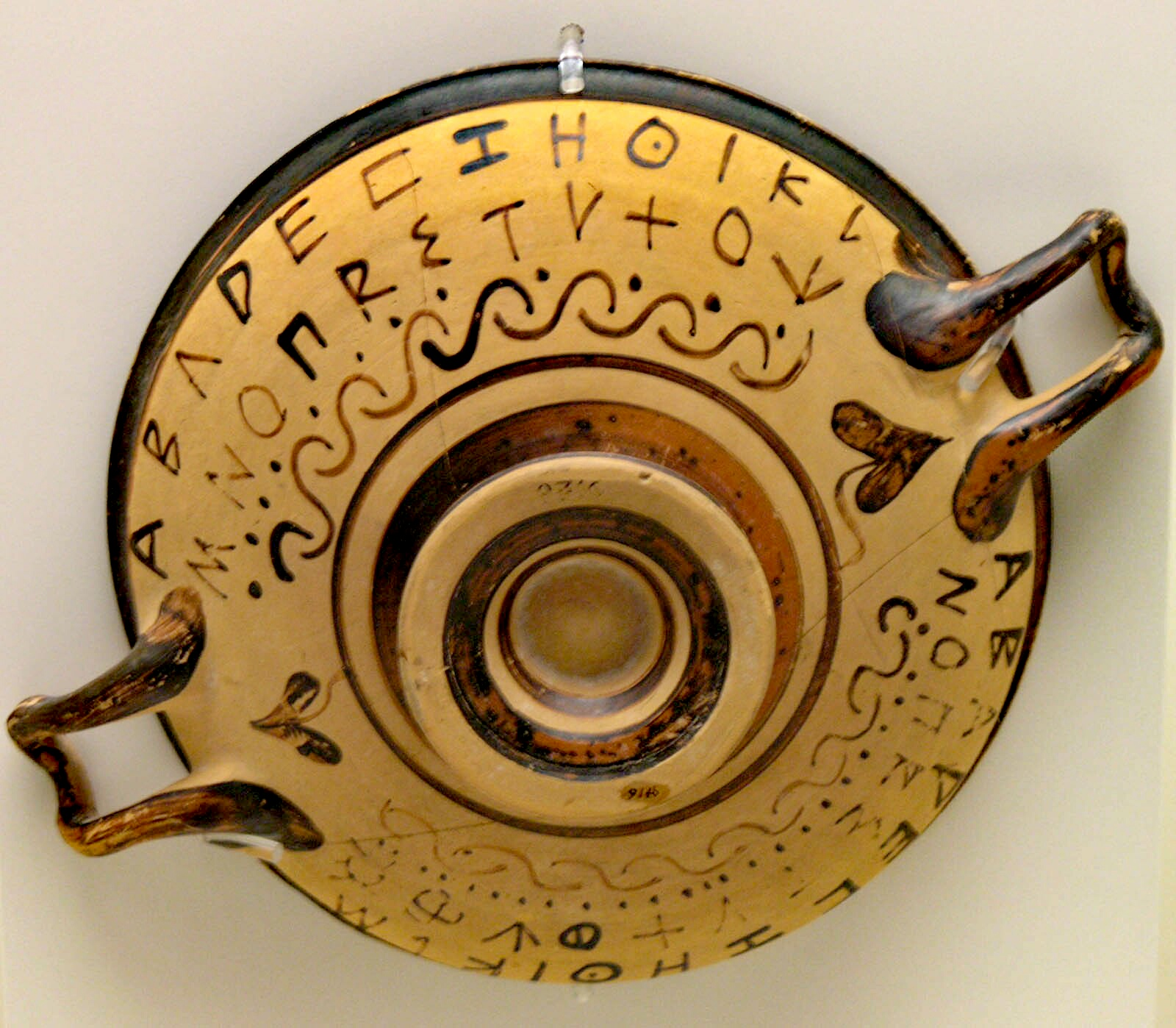
Alphabet grec archaïque peint sur la panse d'une coupe attique à figures noires ; cet alphabet ne comporte pas de xi, passant directement du nu à l'omicron.

L'alphabet grec dérive directement de l'alphabet phénicien. Toutefois, la 15e lettre de ce dernier ne devient pas systématiquement la 15e de tous les alphabets grecs archaïques (la lettre archaïque digamma, abandonnée depuis, s'intercale en 6e position).
Les alphabets épichoriques grecs sont divisés basiquement en quatre types majeurs selon leur traitement des lettres additionnelles pour les consonnes aspirées (pʰ, kʰ) et les groupes consonantiques (ks, ps) du grec. Ces quatre types sont intitulés de façon conventionnelle « vert », « rouge », « bleu clair » et « bleu foncé », suivant la légende d'une carte publiée dans un article fondateur du XIXe siècle sur le sujet, Studien zur Geschichte des griechischen Alphabets par Adolf Kirchhoff (1867). Le type « vert » (ou du Sud) est le plus archaïque et le plus proche du phénicien. Le type « rouge » (ou de l'Ouest) est par la suite transmis vers l'Ouest et est l'ancêtre de l'alphabet latin. Le type « bleu » (ou de l'Est) est celui dont l'alphabet grec standard émerge ensuite ; il est partagé en deux groupes, nommés « bleu clair » et « bleu foncé ».
Le type « vert » n'utilise que les symboles phéniciens et se dispense typiquement du Ξ (/ks/). Le groupe /ks/ est simplement écrit ΚΣ. Ce système se rencontre en Crète et dans certaines îles du sud de la mer Égée, notablement Santorin, Milos et Anafi.
Le type « rouge » n'utilise pas non plus le Ξ pour /ks/, mais introduit un signe supplémentaire à la fin de l'alphabet pour cette combinaison de sons, Χ. De plus, il introduit une lettre pour la consonne aspirée « kʰ », Ψ (ressemblant à l'actuel psi). Le type « rouge » se rencontre dans la plupart des zones de Grèce centrale (Thessalie, Béotie et la majeure partie du Péloponnèse), sur l'île d'Eubée et dans les colonies associées, dont la plupart de celles d'Italie.
Le type « bleu clair » n'utilise toujours pas le Ξ (/ks/) et n'ajoute le Χ que pour « kʰ » ; il ne possède donc pas de lettre séparée pour le groupe /ks/, écrit typiquemement ΧΣ. Ce système se rencontre à Athènes (avant 403 av. J.-C.) et dans plusieurs îles de la mer Égée.
Le type « bleu foncé » possède tous les symboles consonantiques de l'alphabet grec moderne : en plus du Χ (commun avec le type « bleu clair »), il ajoute Ξ (à la position alphabétique du samekh phénicien). Ce système se rencontre dans les villes de la Confédération ionienne, Cnide en Asie mineure et à Corinthe et Argos dans le nord-est du Péloponnèse.
Dans les types utilisant une lettre dédiée pour /ks/, celle-ci prend des formes très diverses, :
- (Laconie, Arcadie, Achaïe, Rhodes, Eubée)
- (Thessalie, Eubée)
- (Cnide)
- (Ionie)
- (Argos)
- (Délos, Mégare, Corinthe, Sicyone, Tirynthe, Ionie, Argos)

Dans les alphabets n'utilisant pas de lettre dédiée pour /ks/, on rencontre les écritures suivantes pour ce son :
- ΚϺ (Milos, Crète, Santorin, la lettre Ϻ étant la lettre archaïque san, prononcée /s/)
- ΧΣ (Béotie, Attique, Égine, Paros)
- ΨϺ (Ithaque)
- ΗΣ (Naxos)

### Évolution
La forme actuelle de la lettre provient de l'alphabet utilisé en Ionie, qui est progressivement adopté par le reste du monde grec antique (Athènes passe un décret formel pour son adoption officielle en 403 av. J.-C. ; son usage est commun dans les cités grecques avant le milieu du IVe siècle av. J.-C.). Avec l'abandon du digamma, le xi prend la 14e position de l'alphabet.
L'alphabet grec reste monocaméral pendant longtemps. Les formes minuscules proviennent de l'onciale grecque, une graphie particulière créée à partir de la majuscule et de la cursive romaine vers le IIIe siècle et adaptée à l'écriture à la plume, et sont créées vers le IXe siècle. Pendant la Renaissance, les imprimeurs adoptent la forme minuscule pour les polices bas-de-casse, et modèlent les lettres capitales sur les formes des anciennes inscriptions, conduisant le grec à devenir bicaméral.

### Nom
À la différence d'une majorité de l'alphabet grec, le terme « xi » ne provient pas du nom de la lettre phénicienne dont elle dérive : la lettre grecque reçoit son nom de sa prononciation. Il est supposé que le nom de la lettre phénicienne correspondante, semka, signifierait « poisson ».
En grec moderne, la lettre est appelée ξι (xi), prononcée /ˈksi/.
En grec ancien, la lettre est appelée ξῖ (xî), prononcée en attique /ˈkʰsiːˌ/, ou ξεῖ (xeî), prononcée /ˈkʰseː/.

### Dérivés
L'alphabet étrusque est dérivé de l'alphabet grec employé en Eubée — alphabet que les Étrusques apprennent à Pithécusses (Ischia), près de Cumes. L'alphabet grec eubéen utilise une variante épigraphique du xi qui ressemble au chi grec actuel : . L'alphabet latin descend de l'alphabet étrusque ; le xi conduit ainsi à la lettre X. L'alphabet eubéen place la lettre en dernière position, ordre qui est repris en étrusque et en latin.
Dans l'alphabet cyrillique, le xi donne naissance à la lettre ksi, Ѯ ; servant à représenter la lettre grecque xi, en particulier dans les mots empruntés au grec ou dans le vocabulaire religieux orthodoxe, elle disparait du russe lors de la réforme orthographique de 1708 ordonnée par Pierre le Grand, en même temps que les lettres Ѱ, Ѡ, Ѧ et Ѫ.
Dans l'alphabet copte, la lettre conduit à la lettre eksi, Ⲝ.

Samech phénicien
Xi épigraphique grec
Xi grec majuscule moderne
Écriture onciale
Variantes cursives
Variantes minuscules
Xi grec minuscule moderne
Variante épigraphique eubéenne
X étrusque
X romain
Ksi cyrillique
Eksi copte

## Codage
La majuscule Ξ possède les codages suivants :
- Unicode : U+x039E
- Entité HTML : &Xi;
- TeX : \Xi ; {\displaystyle \Xi }
- DOS Greek : 141
- DOS Greek-2 : 189
- Windows-1253 : 206

La minuscule ξ possède les codages suivants :
- Unicode : U+x03BE
- Entité HTML : &xi;
- TeX : \xi ; {\displaystyle \xi }
- DOS Greek : 165
- DOS Greek-2 : 232
- Windows-1253 : 238

Le tableau suivant recense les différents caractères Unicode utilisant le xi :
| Caractère | Représentation | Code    | Bloc Unicode                           | Nom Unicode                                                |
| --------- | -------------- | ------- | -------------------------------------- | ---------------------------------------------------------- |
| ξ         | ξ              | U+03BE  | Grec et copte                          | Lettre minuscule grecque xi                                |
| Ξ         | Ξ              | U+039E  | Grec et copte                          | Lettre majuscule grecque xi                                |
| 𝚵         | 𝚵              | U+1D6B5 | Symboles mathématiques alphanumériques | Majuscule mathématique grasse xi                           |
| 𝛏         | 𝛏              | U+1D6CF | Symboles mathématiques alphanumériques | Minuscule mathématique grasse xi                           |
| 𝛯         | 𝛯              | U+1D6EF | Symboles mathématiques alphanumériques | Majuscule mathématique italique xi                         |
| 𝜉         | 𝜉              | U+1D709 | Symboles mathématiques alphanumériques | Minuscule mathématique italique xi                         |
| 𝜩         | 𝜩              | U+1D729 | Symboles mathématiques alphanumériques | Majuscule mathématique italique grasse xi                  |
| 𝝃         | 𝝃              | U+1D743 | Symboles mathématiques alphanumériques | Minuscule mathématique italique grasse xi                  |
| 𝝣         | 𝝣              | U+1D763 | Symboles mathématiques alphanumériques | Majuscule mathématique grasse sans empattement xi          |
| 𝝽         | 𝝽              | U+1D77D | Symboles mathématiques alphanumériques | Minuscule mathématique grasse sans empattement xi          |
| 𝞝         | 𝞝              | U+1D79D | Symboles mathématiques alphanumériques | Majuscule mathématique italique grasse sans empattement xi |
| 𝞷         | 𝞷              | U+1D7B7 | Symboles mathématiques alphanumériques | Minuscule mathématique italique grasse sans empattement xi |